# Uelvesbüll
Uelvesbüll (dänisch: Ylvesbøl) ist eine Gemeinde im Kreis Nordfriesland in Schleswig-Holstein.

## Geografie

### Geografische Lage
Das Gemeindegebiet von Uelvesbüll erstreckt sich im Nordosten vom Naturraum Eiderstedter Marsch etwa zehn Kilometer südwestlich von Husum auf der Halbinsel Eiderstedt binnendeichs der Wattflächen des Lundenberger Sands am Tief der Hever. Das Gemeindegebiet umfasst unter anderem die Köge Uelvesbüller Koog und (anteilig) Adolfskoog.

### Gemeindegliederung
Neben dem Kirchdorf gleichen Namens befinden sich ebenfalls die Streusiedlungen Am Sand und Uelvesbüllerkoog, die Einzelsiedlung Smeerkrog sowie die Häusergruppen Barneckermoor, Bueerweg, Munleyweg-Schiedhörn und Porrendeich im Gemeindegebiet.

### Nachbargemeinden
Angrenzende Gemeindegebiete von Uelvesbüll sind:
|                      | Simonsberg                                  |          |
| Norderfriedrichskoog | Kompassrose, die auf Nachbargemeinden zeigt | Witzwort |
|                      | Oldenswort                                  |          |

### Landschaftsbeschreibung

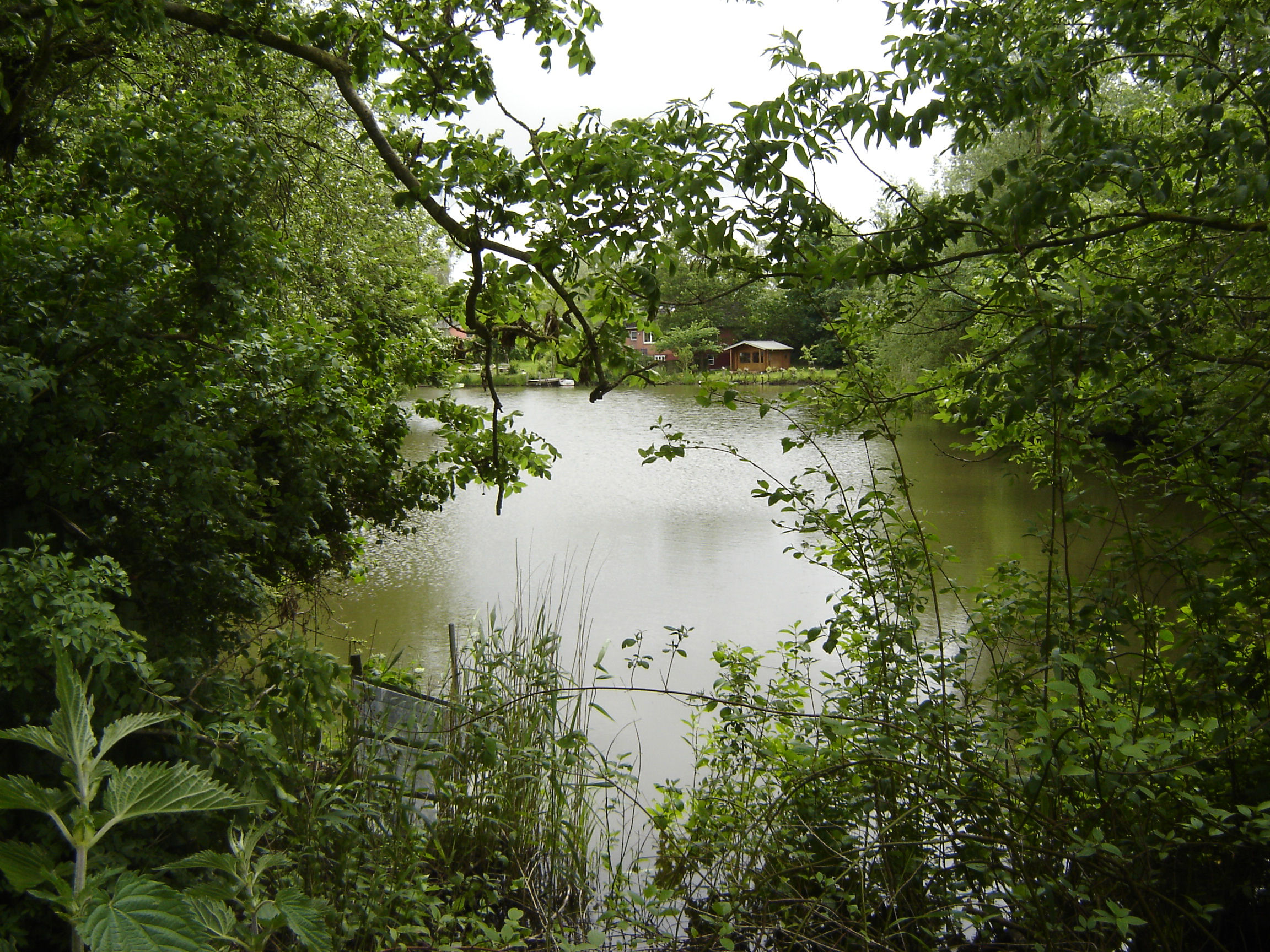
Elliensdeepwehle im Adolfskoog

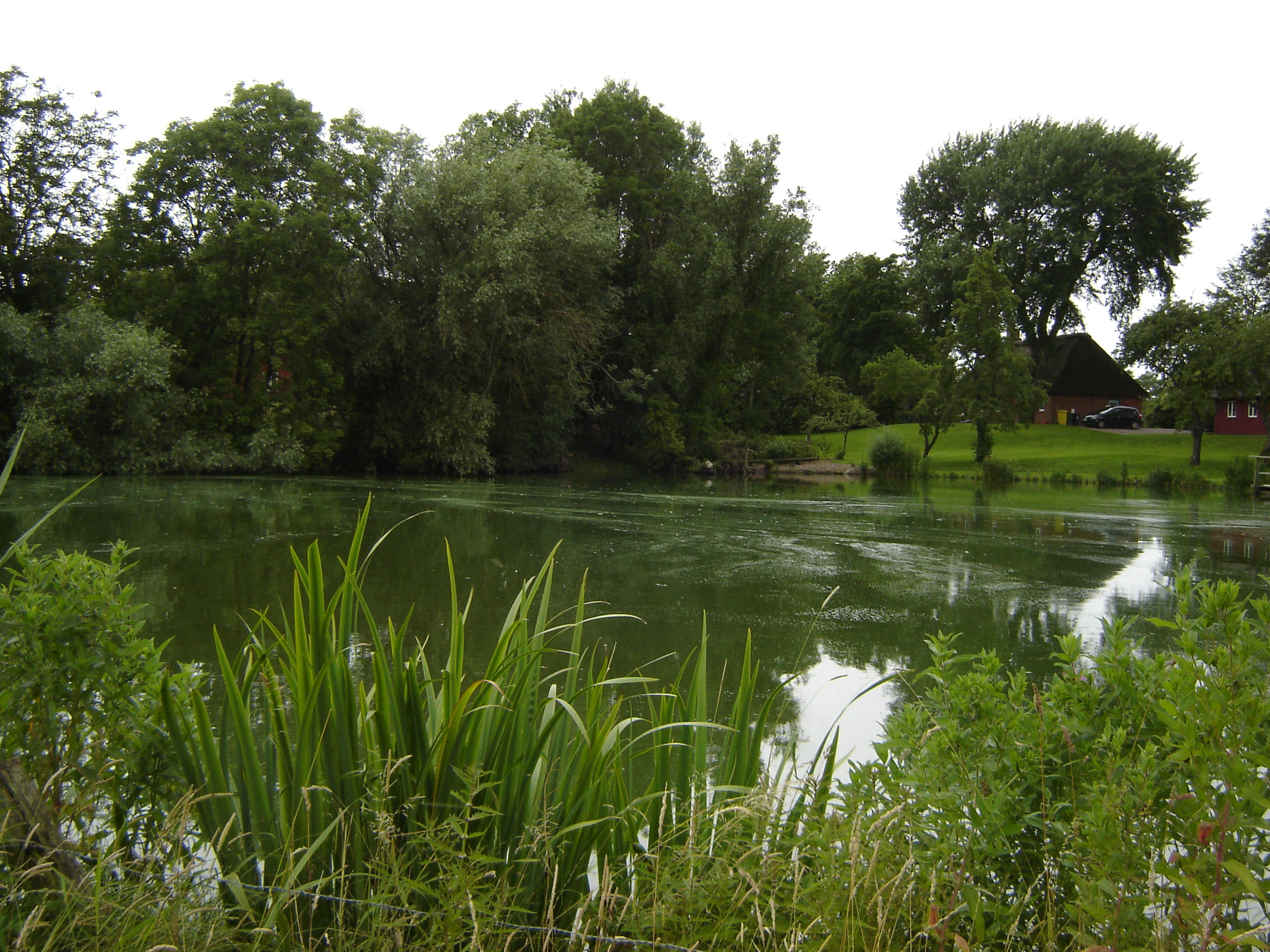
Sandwehle im nördlichen Bereich der ursprünglichen Halbinsel Eiderstedt

Vier Wehlen prägen die unmittelbare Landschaft am Porrendeich. Hierbei handelt es sich um Gewässer, die bei Deichbrüchen im 16. Jahrhundert durch tiefe Auskolkungen entstanden sind. Diese Vertiefungen wurden nach dem neuen Deichbau nicht wieder aufgefüllt.
In Ost-West-Richtung tragen die Wehlen folgende Namen:
- Elliensdeepwehle
- Sandwehle
- Schluppwehle
- Große Wehle.

Im Nordwesten vom Adolfskoog befindet sich das Naturschutzgebiet Wester-Spätinge. Es existiert seit 1978 in einer Größe von 27 ha und wird vom NABU betreut. Schon im 16. Jahrhundert wurde hier Material für den Deichbau abgespatet.

## Geschichte
Das Dorf Uelvesbüll war ein Kirchspiel mit den Ortschaften Barnekermoor, Bös-söwen, Porrendeich, Westerdeich, Norderfriedrichskoog und Schiedhörn (Stand: 1710).

### Zweite Marcellusflut
Vor der Zweiten Marcellusflut des Jahres 1362 gehörte der bei dieser Sturmflut untergegangene alte Ort Uelvesbüll zur strandischen Edomsharde. Viele damalige Häuser und Wirtschaftsflächen hatten ihren Standort weiter nördlich und westlich im heutigen Watt. Der Ortsteil Barneckermoor war ursprünglich ein eigenständiges Kirchspiel und hatte eine eigene Kirche. Zu dieser Zeit gehörte Barneckermoor bereits zur Everschop Harde. Später wurde Barneckermoor mit dem Kirchspiel Uelvesbüll zusammengelegt.
Infolge der Vergrößerung der Hever musste der neue Ort Uelvesbüll in das südliche Gebiet verlegt werden. Nach der Flut, die auch die erste Kirche zerstörte, zählte Uelvesbüll dann zur Harde Everschop.

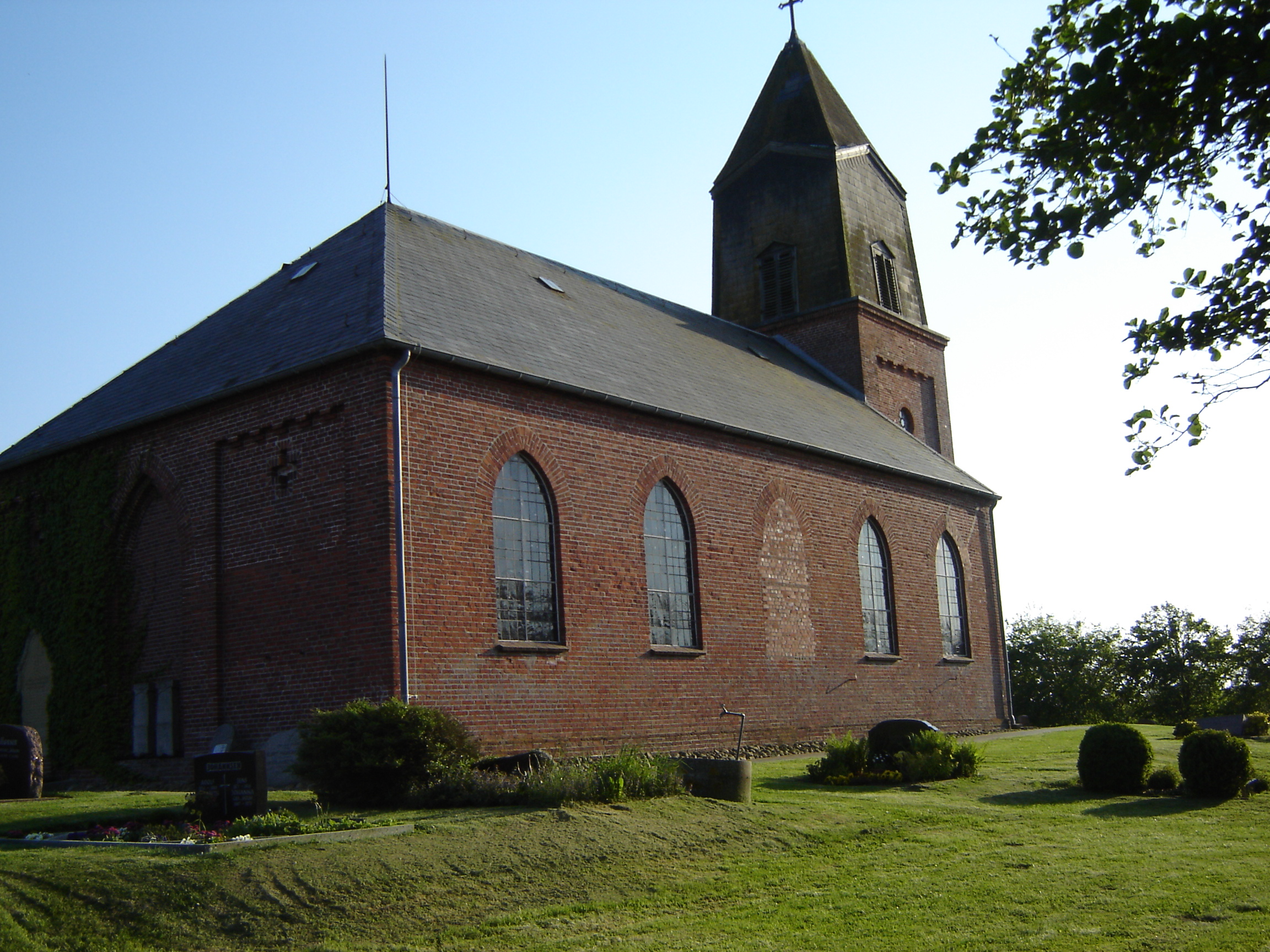
St. Nikolai-Kirche

### St. Nikolai-Kirche
Die nach der Flut erbaute zweite Kirche musste 1854 wegen ihrer Baufälligkeit abgerissen werden. Die vom Friedhof umgebene protestantische St. Nikolai-Kirche konnte innerhalb eines halben Jahres im Stil eines klassizistisch-neugotischen Backsteinbau errichtet und am 6. Oktober 1854 eingeweiht werden. Weil der dänische König Friedrich VII. einen Baukostenzuschuss gewährt hatte, trug die Kirche von 1854 bis 1964 den Namen Friedrichkirche. Im Kirchengebäude befindet sich ein holzgeschnitztes Epitaph von 1591, das als das Volkmarsche Epitaph in die Kunstgeschichte eingegangen ist. Am 3. Oktober 1867 wählte die Kirchengemeinde den jungen Theologen Christian Jensen (1839–1900) zu ihrem Pastor. 1873 ging Jensen nach Breklum und gründete 1876 die Schleswig-Holsteinische Evangelisch-Lutherische Missionsgesellschaft.
In der Kirche steht die einzige erhaltene und spielbare pneumatische Orgel Eiderstedts – erbaut 1910 von der Apenrader Orgelbaufirma Marcussen & Søn.

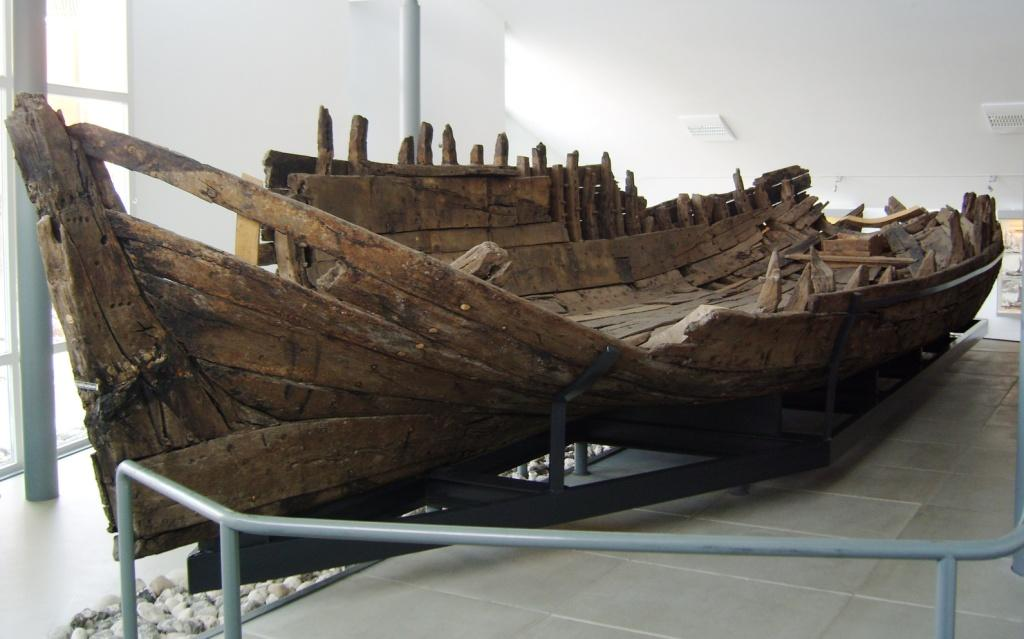
Uelvesbüller Wrack

### Uelvesbüller Wrack
Bei Sielbauarbeiten im Uelvesbüller Koog kam es im Juli 1994 zum Fund des Wracks eines plattbodigen und glattbordigen Frachtseglers. Die dendrochronologische Untersuchung des verbauten Eichenholzes ergaben für die Zeit der Kiellegung die Jahre um 1600. Etwa zwanzig Jahre später war es vor dem Adolfskoog zu einer Havarie gekommen: Der Frachtsegler versank in einer Gezeitenrinne. Nach der Bergung und einer zweijährigen Stabilisierungsphase in einer Zuckerlösung ist das Wrack seit April 1998 im Schiffahrtsmuseum Nordfriesland ausgestellt.

## Politik

### Gemeindevertretung
Bei der Kommunalwahl am 14. Mai 2023 wurden insgesamt neun Sitze vergeben. Von diesen erhielt die Wählervereinigung Uelvesbüll sechs Sitze und die CDU drei Sitze.

### Bürgermeister
Für die Wahlperiode 2018–2023 wurde Holger Suckow (WVUe) zum Bürgermeister gewählt. Er löst damit Christel Zumach (SPD) ab, die in den beiden vorher gegangenen Wahlperioden Bürgermeisterin war.

### Wappen
Blasonierung: „Unter gebogenem, goldenen Schildhaupt von Grün und Blau durch zwei schmale silberne Wellenbalken geteilt, oben ein silberner Ochsenkopf, rechts und links begleitet von je einer goldenen Ähre, unten ein silbernes Krabbenfangnetz (Porrenglieb).“

## Sehenswürdigkeiten

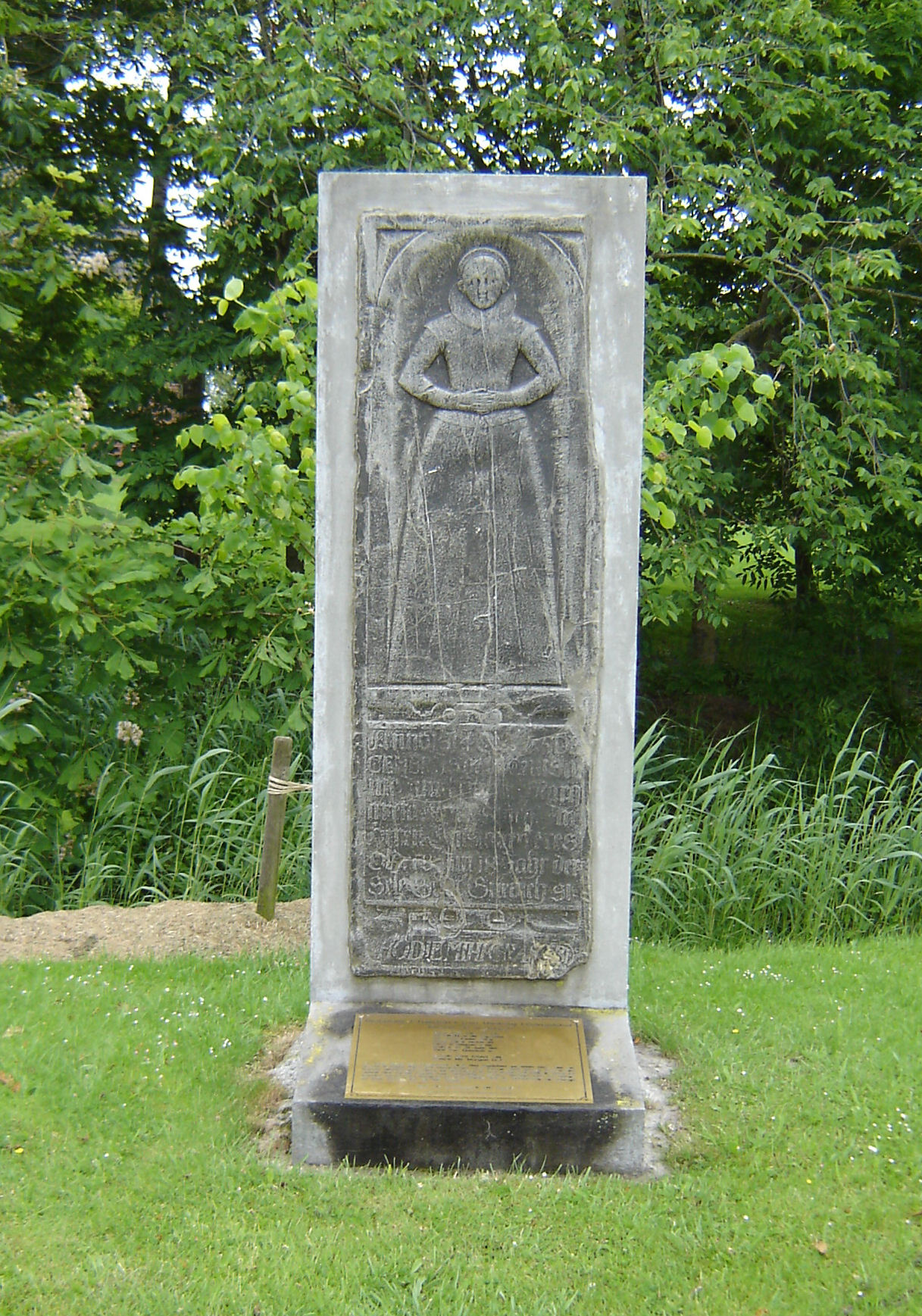
Grabstein Margarete Hans

In der Liste der Kulturdenkmale in Uelvesbüll stehen die in der Denkmalliste des Landes Schleswig-Holstein eingetragenen Kulturdenkmale. Hierzu zählt auch der Grabstein Margareta Hans († 25. Dezember 1614) vor dem Haubarg Leutnantshof am Porrendeich.

## Verkehr
Das Gemeindegebiet wird im Motorisierten Individualverkehr von der schleswig-holsteinischen Landesstraße 31 am östlichen Rand der Gemeindeflur durchzogen. Von dieser zweigt nach Westen die Landesstraße 310 ("Kirchspielweg") ab, welche die Dorflage direkt südlich angrenzend in Richtung Norderfriedrichskoog umläuft. Die Landesstraße 31 zweigt wenige Kilometer weiter östlich von der Bundesstraße 5 in der Gemeinde Südermarsch ab (Vosskuhle).
Nächstgelegene Bahnstation im Schienenpersonennahverkehr ist der Haltepunkt Witzwort (Bedarfshalt) in der gleichnamigen Gemeinde an der Bahnstrecke Husum–Bad St. Peter-Ording im Nahverkehrsverbund Schleswig-Holstein. Verbindungen im Fernverkehr erfolgen ab/bis zum Bahnhof Husum an der Marschbahn. Hier verkehren einzelne Züge der Intercity-Linien 26, 27 und 30.